# Hotham (rzeka)
Hotham – rzeka w Australii, w stanie Australia Zachodnia. Ma około 160 km długości. Wypływa na wschód od miast Pingelly i Narrogin. Płynie początkowo w kierunku północnym, a następnie południowo-zachodnim. Łączy się z rzeką Williams, tworząc rzekę Murray. Została odkryta w 1830 roku przez podróżnika Thomasa Bannistera i prawdopodobnie nazwana przez gubernatora Jamesa Stirlinga w latach 1832-33 na cześć admirała Henry'ego Hothama. Główne dopływy rzeki to Bannister i Crossman.